# Cégep
Collège d’enseignement général et professionnel

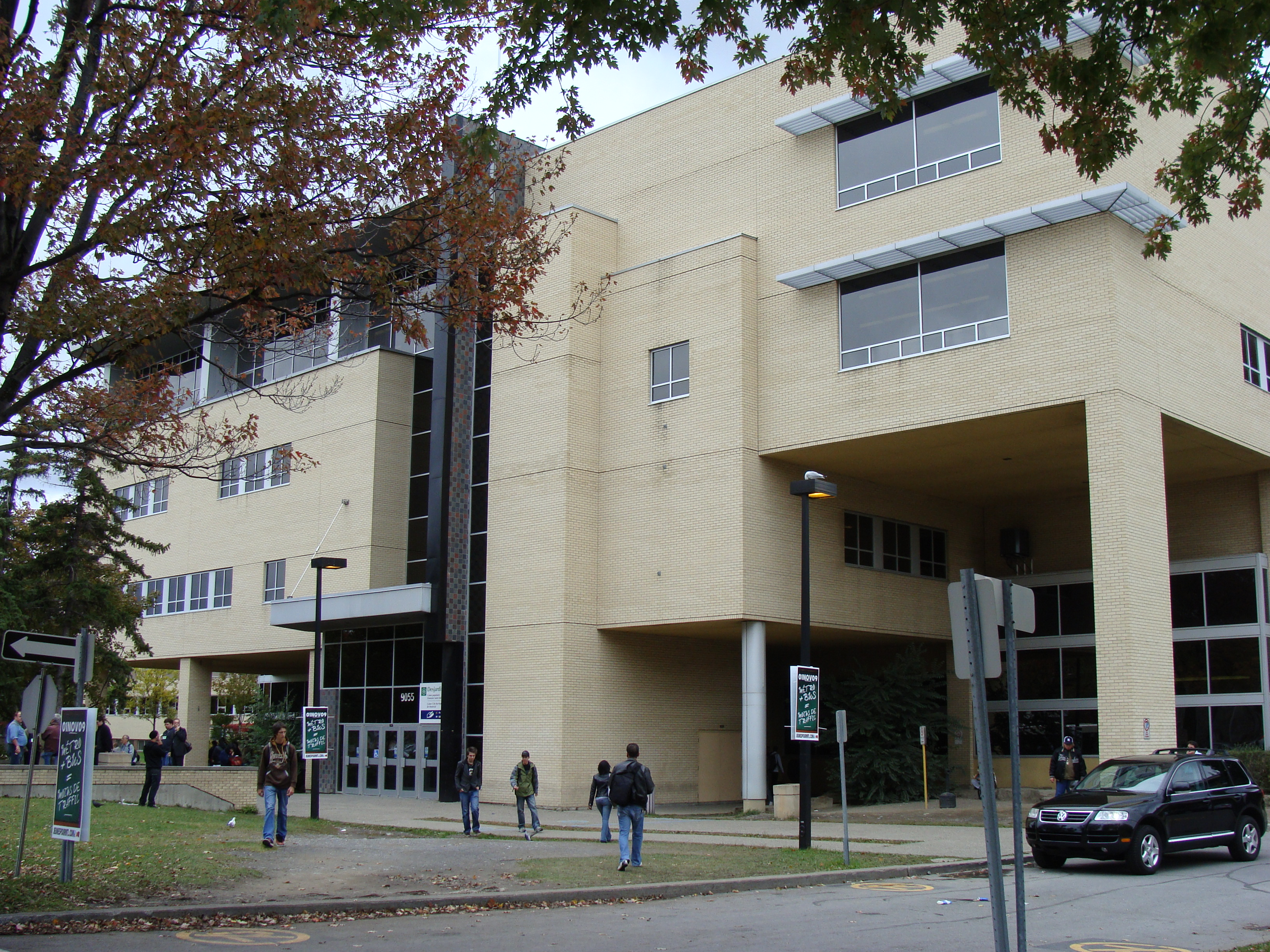
La façade du Collège Ahuntsic, situé à Montréal.

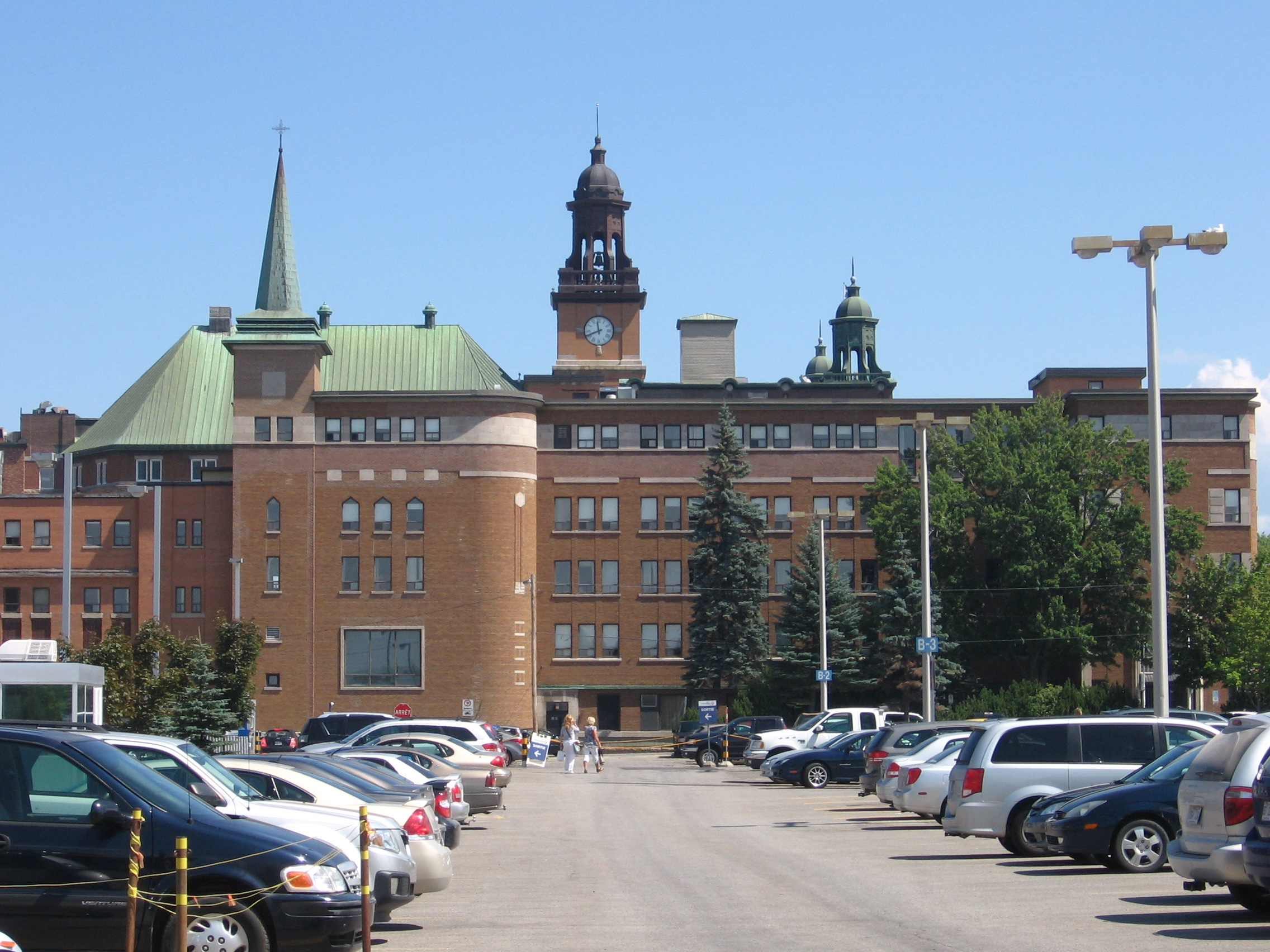
Le Cégep de Rimouski, affilié à l'Institut maritime du Québec.

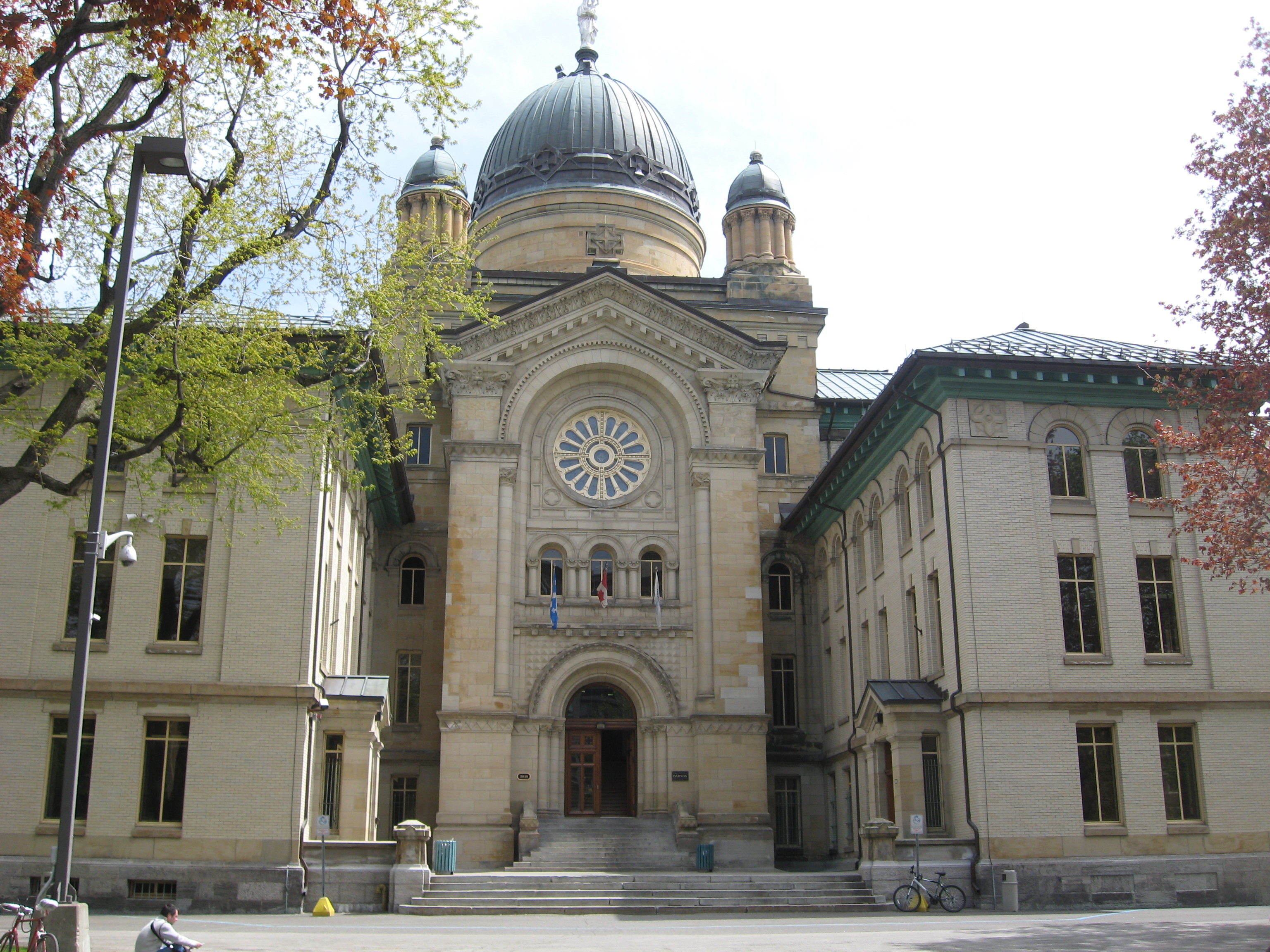
Le Collège Dawson, un cégep anglophone situé à Westmount.

Un cégep  (acronymie de collège d’enseignement général et professionnel,) est un type d'établissement d’enseignement collégial public et unique au Québec. Il est post-secondaire et pré-universitaire, et dispense des programmes généraux, professionnels, académiques ou une combinaison de ces programmes. Les cégeps sont implantés depuis 1967 afin de favoriser l'accès aux études supérieures des Québécois. Le réseau des 48 cégeps est administré et financé par le gouvernement du Québec via le ministère de l'Enseignement supérieur.
Le terme cégep est souvent employé à tort dans le langage populaire pour désigner l'ensemble du système d'enseignement collégial et tous les types d'établissements.
L'enseignement collégial suit deux principaux parcours : les formations académiques et les formations professionnelles. Les formations académiques servent de préparation pour les études universitaires, tandis que les programmes professionnels mènent à la pratique d'un métier technique (soins infirmiers, éducation spécialisée, techniques policières, etc.) ou à l'université. Les cégeps offrent également de la formation continue. Les études collégiales aboutissent à l'obtention d'un diplôme d’études collégiales (DEC) ou d'une attestation d’études collégiales (AEC).

## Histoire

### Création

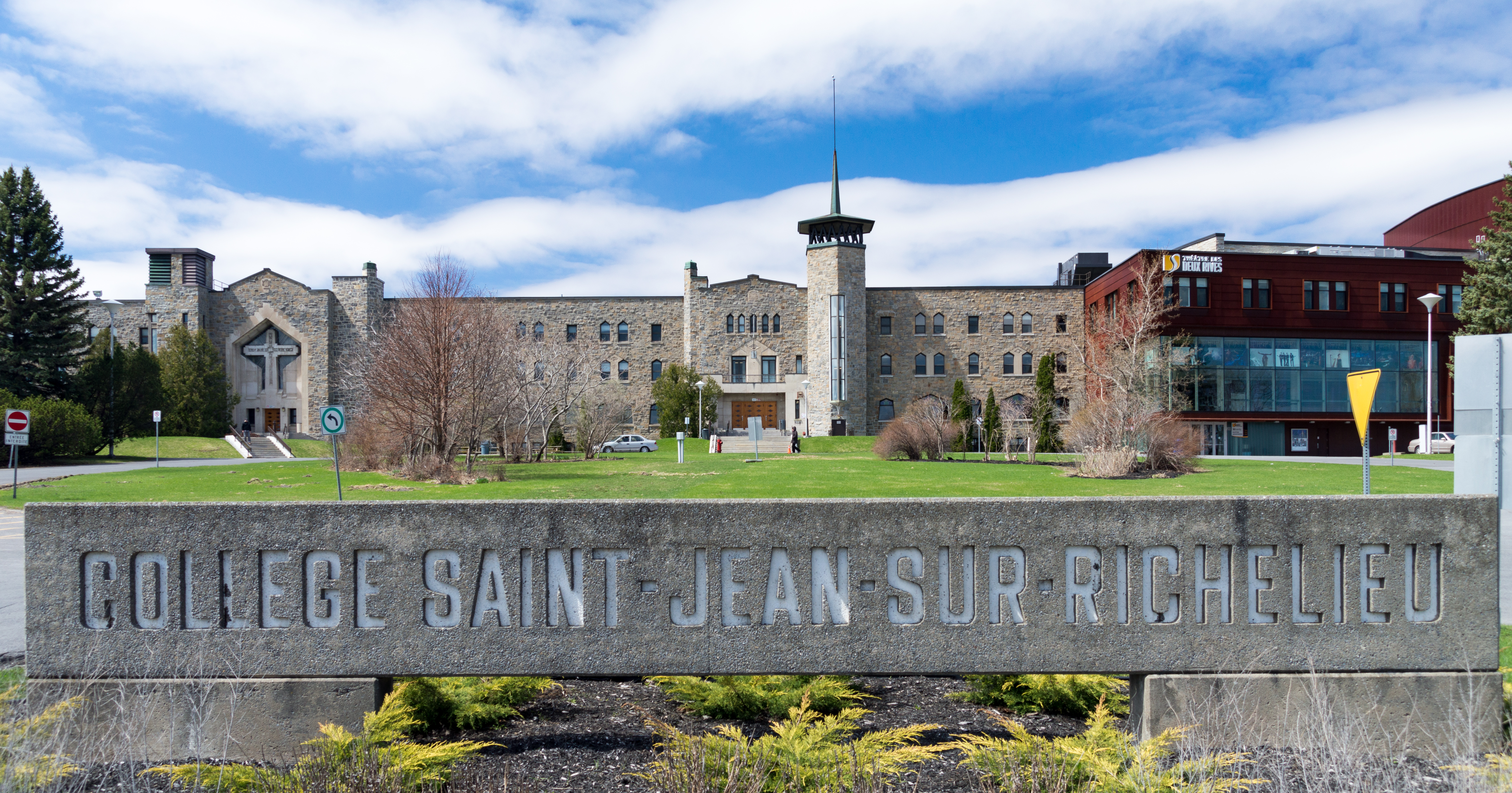
Cégep Saint-Jean-sur-Richelieu

Les cégeps furent créés en 1967 par l'adoption du projet de loi 97 à l'Assemblée nationale du Québec. Ce projet de loi fut porté par Jean-Jacques Bertrand, ministre de l'Éducation dans le gouvernement de Daniel Johnson durant la Révolution tranquille. Le projet de loi 21 a été conçu à la suite du rapport de la Commission Parent, critiquant l'accès difficile, discriminatoire et onéreux aux études supérieures et le bas niveau de scolarité des Québécois. En effet, avant la réforme, deux ou trois années de plus étaient nécessaires aux francophones pour atteindre l'université que pour les anglophones (Conseil supérieur de l'éducation, 1988, page 94). De plus, les gens habitant en ville avaient beaucoup plus de chances de parvenir à cet échelon que les gens provenant des régions éloignées. Finalement, l'éducation postsecondaire était divisée en de nombreuses écoles parallèles, telles les écoles d'infirmières, (la plupart situées dans les hôpitaux), les écoles techniques (1907), les écoles d'arts et métiers (Québec) (1937-1976) financés par le Ministère du Bien-être social et de la Jeunesse, les écoles normales ou les collèges classiques.

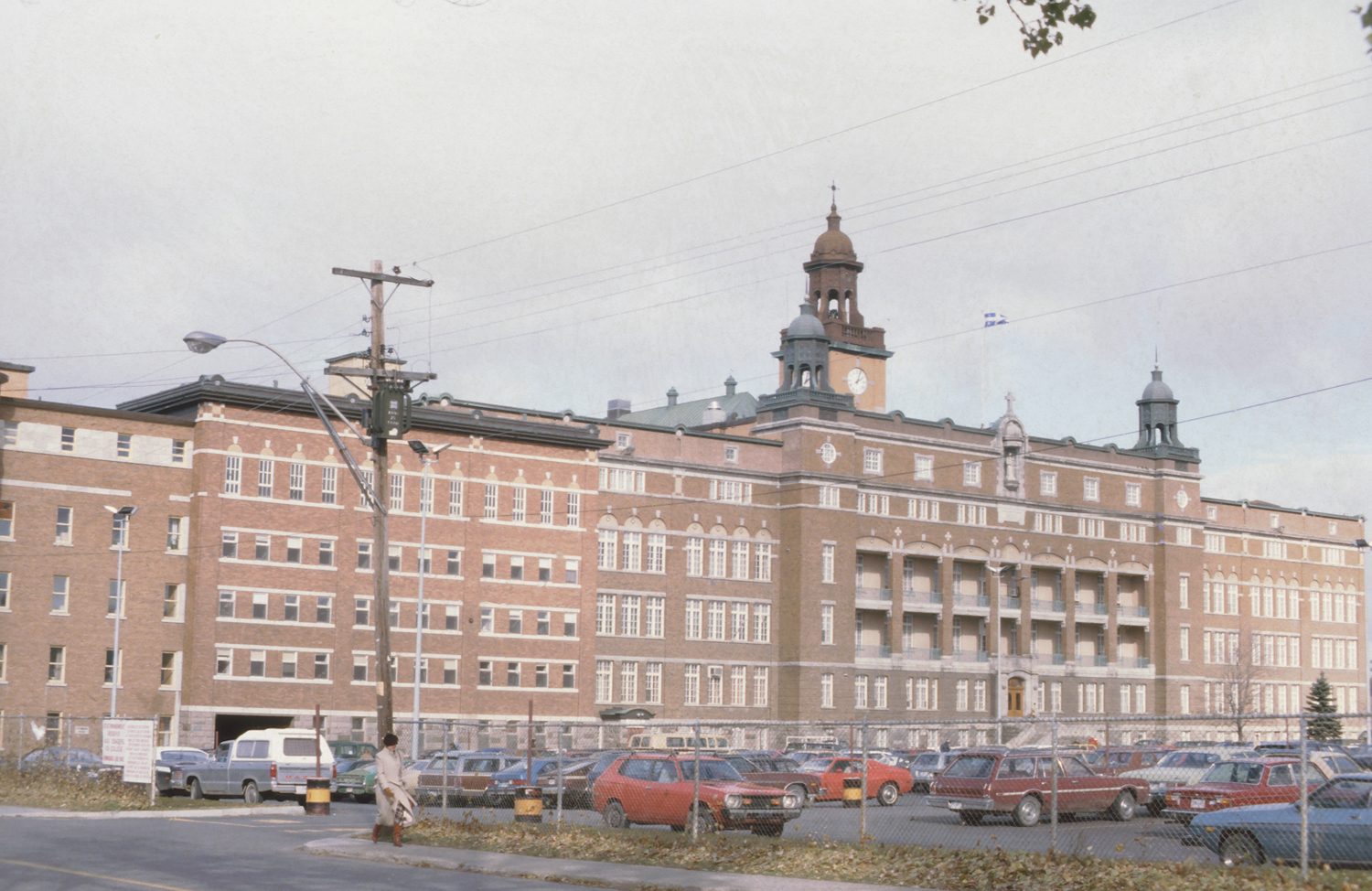
Séminaire CÉGEP, 60, rue de l'Évêché Ouest, Rimouski.

Les cégeps ont donc été créés afin d'harmoniser le système d'éducation au Québec et de créer un système d'éducation équitable et diversifié pour tous en remplacement partiel du Cours classique dans les collèges privés menant vers des professions libérales. L'innovation des cégeps réside dans l'intégration des étapes terminales des formations professionnels et académiques, au sein d'un même institut. Cet institut permettrait de joindre les différentes écoles déjà présentes en un seul établissement, et qui serait implanté dans toutes les régions du Québec. Cela facilite l'accès à l'université ou au marché du travail dans des branches plus spécialisées, en même temps que la formation de citoyens critiques par le biais de la philosophie et de la littérature. Ce système est aussi considéré comme une phase transitoire entre l'école secondaire et l'université. Les premiers Cégep  furent logés dans des bâtiments existants, collèges classiques, séminaires, écoles techniques et autres bâtiments servant a l’éducation. Le premier Cégep construit depuis la loi sur leur création fut le  Cégep de Lévis-Lauzon inauguré en 1975 dont les étudiants occupaient l’Institut de technologie de Lauzon.

### Réforme Robillard
En 1993, la réforme Robillard a amorcé un travail de révision des programmes définis par le ministère de l'Éducation. Ces programmes ont été réévalués dans le but de correspondre aux attentes du marché du travail, pour qu'ils forment aux compétences définies par le marché du travail. Cette même réforme ajoute à la charge des professeurs la tâche de s'initier à l'enseignement stratégique, à l'approche par compétence, et à la demande de créer un cours d'intégration des acquis. Finalement, on crée la commission d'évaluation de l'enseignement collégial, qui se charge de valider les plans de réussite des collèges, obligeant les collèges à avoir des taux de passage plus élevés pour obtenir leur subvention. L'approche par compétence, ainsi amalgamée, est dénoncée par les syndicats professoraux, faisant en sorte que les professeurs boycottent l'implantation de cette approche jusqu'en 1999. Toutefois, les techniques d'apprentissages utilisées par l'approche par compétence étaient déjà utilisées par certains professeurs au courant des nouvelles tendances en pédagogie.
La formation des maîtres fait place à la nouvelle pédagogie devant être intégrée aux cégeps : la pédagogie par compétences. Les enseignants furent encouragés à se perfectionner à l'aide de programmes pédagogiques dispensés par, entre autres, PERFORMA de l'Université de Sherbrooke.

## Établissements
Les campus des 48 cégeps du Québec sont répartis dans les 17 régions administratives de la province. Un peu plus du quart d'entre eux sont situés sur l'île de Montréal.
Les 12 premiers cégeps ayant été inaugurés en septembre 1967 sont (par ordre alphabétique):
1. Cégep de l'Abitibi-Témiscamingue
2. Collège Ahuntsic
3. Cégep de Chicoutimi
4. Collège Édouard-Montpetit
5. Cégep de Jonquière
6. Cégep Limoilou
7. Collège Lionel-Groulx
8. Collège Maisonneuve
9. Cégep de l'Outaouais
10. Cégep de Rimouski
11. Cégep de Sainte-Foy
12. Collège Valleyfield

## Admission

### Préalables de l'enseignement secondaire
Le cégep fait généralement suite à l'enseignement secondaire. Pour y accéder, dans une mesure générale, l'étudiant doit être détenteur d'un diplôme d'études secondaires (DES) ou d'un diplôme d'études professionnelles (DEP). Certains programmes peuvent exiger des unités dans des cours spécifiques tels que les mathématiques ou les sciences.

### Reconnaissance des acquis
Par ailleurs, une personne possédant une expérience de travail suffisante (deux années de métier réel) dans un domaine technique peut également faire reconnaître ses acquis en termes de compétences. Après avoir subi une formation complémentaire d'appoint, ce type de candidat peut être éligible à obtenir un DEC au même titre que l'étudiant provenant du milieu secondaire, et ce, à moindre coût. Le processus étant offert sous une base de reconnaissance des acquis (RAC), le candidat est amené au même niveau et obtient son DEC tout comme l'étudiant régulier provenant du secondaire et ce, selon les mêmes normes et barèmes que celui-ci. L'étudiant au RAC pourra ainsi se doter des mêmes privilèges (dont la cote R) que l'étudiant régulier. Le candidat au RAC pourra ainsi accéder à des niveaux d'enseignement supérieur tels que l'université ou obtenir de l'avancement dans son emploi actuel ou futur. La fonction publique québécoise exige en général la possession d'un DEC afin d'être considéré en tant que candidat potentiel pour plusieurs postes.

### Procédure
Pour présenter une demande d'admission dans un des programmes académiques ou professionnels dans l'un des cégeps de la province, il faut déposer une demande via un service d'admission centralisé. Il est possible d'y effectuer une demande comprenant trois choix par service d'admission centralisé.
Il existe trois groupes de service d'admission centralisé regroupant les cégeps selon leur région : 
- Service régional d'admission du Montréal métropolitain (SRAM)  pour les établissements de Montréal, de Laval, de l'Abitibi-Témiscamingue, de l'Outaouais, des Laurentides, de Lanaudière, de la Mauricie, de la Montérégie, de l'Estrie et du Centre-du-Québec (en partie)[11]
- Service régional d'admission au collégial de Québec (SRACQ) pour les établissements de la Capitale-Nationale, de la Côte-Nord, du Centre-du-Québec (en partie), de Chaudière-Appalaches, du Bas-Saint-Laurent et de Gaspésie–Îles-de-la-Madeleine[12];
- Service régional de l'admission des cégeps du Saguenay–Lac-Saint-Jean (SRASL) pour les établissements du Saguenay–Lac-Saint-Jean, du Nord-du-Québec [13].

## Programmes
Les établissements d'enseignement collégial offrent au total plus de 125 programmes pouvant mener à l'obtention d'un diplôme d'études collégiales dans des domaines d'études variés. Malgré plusieurs établissements qui se spécialisent dans certains domaines d'études, parfois liés à leur emplacement géographique, il demeure que quelques programmes sont plutôt répandus et peuvent être suivis dans un nombre considérable d'établissements.
Quant aux programmes pouvant mener à l'obtention d'une attestation d'études collégiales, ceux-ci sont également nombreux. Leur contenu est toutefois établi par la direction de chacun des établissements et la sanction des études relève, non pas du ministère de l'Enseignement supérieur comme pour le DEC, mais plutôt de l'administration de l'établissement qui détermine les évaluations, les exigences à atteindre et qui délivre le diplôme. Leur nombre est estimé à plus de 350.

### Programmes généraux
Tous les cégepiens des établissements francophones inscrits dans un programme pouvant mener à l'obtention d'un DEC doivent suivre des cours de formation générale, que leur formation soit académiques ou professionnels. Ceux-ci se détaillent comme suit : trois cours de philosophie, quatre cours de littérature, deux cours d'anglais, trois cours d'éducation physique et deux cours complémentaires (autre branche et domaine que le programme choisi). À l'inverse, les cégépiens des établissements anglophones doivent suivre quatre cours d'anglais et deux cours de littérature francophone.
- En philosophie, les cours Philosophie et rationalité, L'être humain et Éthique et politique (le nom peut changer pour le dernier cours de philosophie) du cégep sont obligatoires dans le cursus collégial. Ils sont donnés dans l'ordre mais peuvent être décalés d'une session entre chacun d'entre eux.

- En littérature, les cours Écriture et littérature, Littérature et imaginaire, Littérature québécoise et Communication et discours (ou Littérature et communication, le nom du dernier cours de littérature peut être différent selon les cégeps du dernier cours de littérature) sont donnés dans l'ordre au cours des études collégiales. Par contre, le 4e cours peut-être changé par un autre cours plus adapté aux étudiants ayant des difficultés avec la langue française, il se voit être un des seuls cours donné exclusivement porté sur la grammaire puisque les 3 premiers sont concentrés sur la réussite de l'épreuve uniforme de français, obligatoire à la réussite et l'obtention du DEC[17]. Le dernier cours peut aussi être changé par un cours de Tutorat en français, l'étudiant devient le tuteur d'un élève qui a des difficultés en français.

- En anglais, les cours donnés sont au nombre de deux dans tous les cégeps francophones. Les cours Anglais de base (604-100-MQ), Langue anglaise et communication (604-101-MQ), Langue anglaise et culture (604-102-MQ) et Culture anglaise et littérature (604-103-MQ). L'étudiant est classé avec un test de classement, généralement créé par le cégep, et ensuite placé dans le niveau (4 niveaux de classement) qui lui convient de 100 à 103; 100 étant l'anglais de base et 103 étant l'anglais très avancé pour les bilingues. Dans certains établissements, les étudiants sont directement répartis dans les différents niveaux en se basant sur les notes du secondaire. Un changement de niveau s'impose en début de session si l'étudiant n'y est pas à sa place. Certains cégeps ne proposent pas certains niveaux à leurs étudiants.

- Les cours d'éducation physique sont donnés au nombre de trois réunis en trois cours : l'ensemble 1, 2 et 3. Dans le premier cours Activité physique et santé, on a des cours théoriques sur la santé et les habitudes de vies. Dans le deuxième cours Activité physique et efficacité, on teste l'efficacité d'une activité physique. Dans le troisième et dernier cours Activité physique et autonomie, les professeurs encouragent les étudiants à pratiquer de façon autonome une activité physique au quotidien, étant donné qu'après le CÉGEP, il n'y a plus de cours d'éducation physique obligatoires sauf pour ceux qui étudient dans ce domaine ou qui choisissent d'avoir un cours complémentaire en éducation physique. L'étudiant choisit, selon les cours offerts dans le cégep, l'activité qu'il veut effectuer dans son cours. L'ensemble 1 est consacré particulièrement à l'activité physique et comment créer un programme d'entrainement et en tirer le maximum de profit. L'ensemble 2 est quant à lui, comment développer ses compétences techniques et stratégiques dans un sport donné. L'ensemble 3 se voit être un mélange des deux, il se veut être l'intégration de l'activité physique dans le mode de vie de l'étudiant; dans ce cours, les étudiants sont appelés à prendre du temps extra-scolaire à la pratique d'activité physique pour la passation du cours. L'ensemble 1 est obligatoire pour s'inscrire aux ensembles 2 et 3, par contre, le deuxième cours n'est pas préalable à l'ensemble 3. Un étudiant peut donc s'inscrire à l'ensemble 2 et au 3 en même temps.
- Les cours obligatoires incluent aussi deux cours complémentaires dans des domaines d'études qui ne sont pas liés au programme d'études suivi. Ces cours permettent souvent l'approfondissement ou l'initiation à un domaine d'études dans des domaines tels que les sciences humaines, la science et la technologie, les langues, la mathématique et l'informatique, l'art et l'esthétique, l'administration, les finances personnelles ou les problématiques contemporaines.

### Programmes professionnels
En plus de programmes de formation académique, les collèges peuvent émettre des diplômes dans les programmes de formation technique. Certains programmes sont offerts par la plupart des établissements, d'autres sont distribués en fonction des besoins de la région alors que d'autres encore sont distribués géographiquement, pour maximiser l'accessibilité. C'est le cas entre autres des métiers d'arts, donnés à Québec au Cégep Limoilou pour permettre un accès aux métiers d'arts dans l'est du Québec. Cette formation est d'une durée de trois ans (six sessions).
Pour les programmes professionnels, des programmes relativement répandus sont : soins infirmiers, technologie du génie civil, techniques de génie mécanique, technologie de l'électronique industrielle, techniques d'éducation à l'enfance, techniques d'éducation spécialisée, techniques de comptabilité et de gestion, gestion de commerces et techniques de l'informatique.

### Programmes académiques

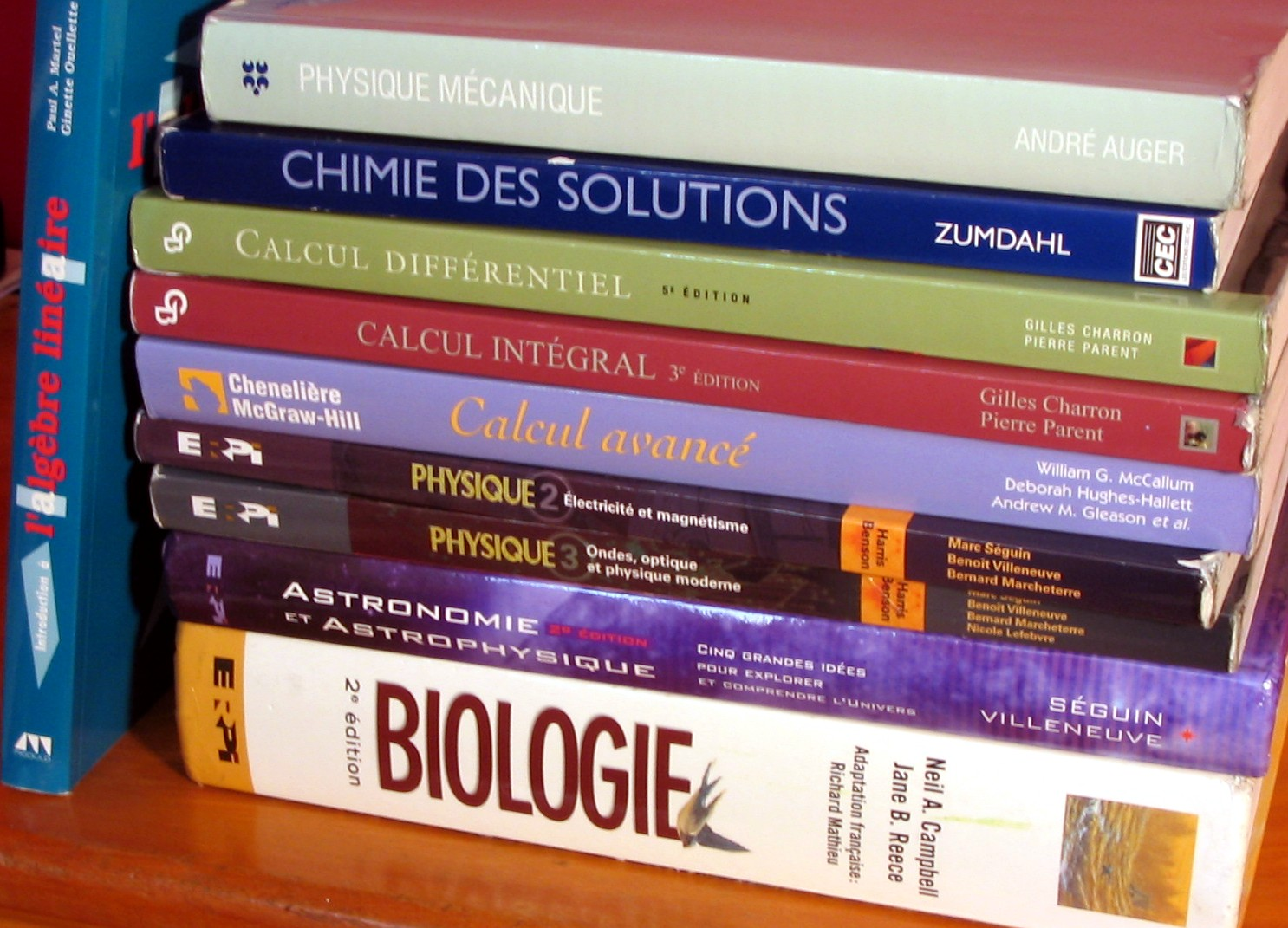
Quelques manuels typiquement utilisés par des étudiants en sciences naturelles inscrits au collégial.

La formation préuniversitaire prépare les étudiants au niveau universitaire dans divers domaines. Cette formation est d'une durée de deux ans (quatre sessions).
Pour les programmes académiques, des programmes relativement répandus sont : sciences de la nature, sciences humaines, sciences humaines avec mathématiques, arts, lettres et communication (cinéma), arts, lettres et communication (langues), arts visuels, sciences de la nature et sciences humaines (double DEC).

### Cheminements alternatifs
Plusieurs cheminements alternatifs sont proposés dans plusieurs établissements d'enseignement et permettent de modifier sensiblement son parcours collégial, tels que le double DEC, le baccalauréat international, les DEC-BAC en entente avec les universités, les programmes sport-études, le cégep à distance, le cégep à temps partiel et le cégep pour adultes.
Par ailleurs, d'autres types de formation généralement de plus courte durée que les programmes de formation académique ou professionnel sont également répandus. Ces formations visent notamment l'obtention de préalables pour être admis dans un programme collégial en début de parcours ou universitaire en fin de parcours ou encore la formation spécifique visant des milieux de travail ou des entreprises en particulier. L'une d'entre elles est le Tremplin DEC où il est habituellement possible pour les nouveaux étudiants de s'initier aux études et domaines d'études collégiaux ou encore de compléter des cours afin d'être admissible à un autre programme.
Quant aux formations pouvant mener à l'obtention d'une AEC, celles-ci constituent des programmes généralement courts conçus par les établissements d'enseignement collégial et sont constitués généralement d'une section de la formation incluse dans le cadre d'un programme professionnel menant au DEC. Plusieurs cégeps offrent ce type de programmes et délivrent eux-mêmes l'attestation en fin d'études. Les programmes pouvant mener à une AEC sont dépourvus des cours généraux faisant partie du tronc commun de la formation menant au DEC.

## Évaluation
En cours d'études, l'étudiant de niveau collégial se voit attribuer une cote R, calculée à partir de son rendement académique comparé à celui des autres étudiants de ses classes et des notes obtenues au secondaire, qui déterminera sa capacité à accéder à certains programmes universitaires. Une cote R moyenne, qui permet d'accéder à la plupart des programmes, est de l'ordre de 25.

## Années scolaires en comparaison avec des systèmes hors Québec
• Dans le reste du Canada, les deux années correspondant au cheminement général du cégep québécois sont la 12e année du secondaire et la première année d'université. On y ajoute une année dans le cas du cheminement technique des cégeps (qui mène à l'obtention d'un diplôme d'études collégiales techniques), ce qui correspond en outre à la 12e année suivie des deux années de collège communautaire (lequel permet d'obtenir un diplôme collégial, ou college diploma).
• En France, les années correspondantes comprennent la terminale et la première année d'université en comparaison avec le cheminement général du cégep, et vont jusqu'à la deuxième année d'université si on compare avec le cheminement technique.

## Critiques
En 2003, la Fédération des commissions scolaires du Québec remet encore une fois en cause les cégeps en questionnant leur utilité dans l'enseignement et le système d'éducation québécois. Le questionnement et la remise en cause des collèges québécois ont marqué son histoire. En effet, l'entretien d'un réseau d'établissements complet est coûteux, et le gouvernement libéral, en période de coupes budgétaires, propose, sans succès, d'ajouter plutôt une année à l'éducation secondaire et une autre à la formation universitaire. D'autres voient l'enseignement collégial comme une manière unique et désirable de faciliter la transition entre le secondaire et l'université.

## Répercussions des cégeps au Québec
La démocratisation des études avec la création des institutions d'enseignements collégiaux favorise une meilleure accessibilité à l'éducation. Jusqu'en 1985, la proportion de femmes titulaires d'un diplôme d'étude secondaire qui accèdent au niveau collégial est inférieure à celle des hommes au Québec . Avant la réforme Parent, les femmes formaient un des groupes sociaux discriminés au niveau de l'accès à l'éducation. À la suite de l'instauration des cégeps et de la démocratisation de l'enseignement collégial, elles sont actuellement plus nombreuses que les hommes à obtenir un diplôme d'études postsecondaire .
Au début des années 1960, le Québec se trouve parmi les provinces les moins bien scolarisées au Canada avec 13% des jeunes qui atteignent la 11e année et 4% l'université. Après la réforme Parent, le taux de fréquentation des cégeps sextuple entre 1960 et 1990. Avec l'implantation des cégeps, le nombre d'étudiants qui poursuivent leurs études au niveau universitaire au Québec augmente. À cet égard, en 2022, 41% des femmes et 32% des hommes âgés entre 25 ans et 64 ans détiennent un diplôme universitaire. Le rôle des cégeps dans l’augmentation de la diplomation au niveau supérieur de la population québécoise est important. 91% des étudiants diplômés d'un programme académique au cégep entreprennent des études à l'université. Parmi les étudiants qui ont un diplôme d’étude collégial en formation professionnel, 48% poursuivent leurs études universitaires .
Également, l’implantation des cégeps dans le système d’éducation influence les secteurs d’emploi au Québec, entre autres par l'augmentation du taux d'occupation d'un emploi chez les jeunes adultes.   En effet, suite l’obtention d’un diplôme d’études collégial, le taux d’emploi des étudiants diplômés postsecondaires augmente à 88%, soit 12% de plus que ceux détenant un diplôme d’étude secondaire. Le salaire des diplômés du niveau collégial est 21% plus élevé que la population québécoise ayant un diplôme d’étude secondaire. Les formations professionnels collégiales contribue aussi au développement économique dans le secteur des emplois publiques. Entre 2013 et 2020, 85 000 emplois de technicienne et technicien sont comblés au Québec grâce aux diplômés de formation professionnel des cégeps de la province .

## Caractère facultatif du cégep pour accéder à l'université
Si un élève souhaite faire des études universitaires, compléter un programme de cégep n'est pas strictement obligatoire. En effet, les universités  québécoises admettent à compter de l'âge de 21 ans des adultes qui ont obtenu un diplôme d'études secondaires seulement. Évidemment, les programmes universitaires accessibles avec seulement un diplôme d'études secondaires seront limités, et ils exigent la réussite de quelques cours à titre d'étudiant libre avant l'admission à un baccalauréat. Par contre, si l'étudiant universitaire a de bons résultats dans un premier baccalauréat universitaire dans un domaine non contingenté (par exemple en complétant trois certificats), il est ensuite possible d'accéder même à des programmes universitaires fortement contingentés comme le droit sans avoir complété de cégep.